# Курьякса
Курьякса — река в России, протекает по Кемскому району Карелии.
Исток — болото в полутора километрах северо-восточнее поворота на Калевалу с трассы Кола. Устье реки находится в 11 км по правому берегу реки Летняя, в 8 км северо-западнее станции Ламбино железной дороги Санкт-Петербург — Мурманск. Длина реки составляет 31 км, площадь водосборного бассейна 232 км².
Крупнейший приток — левый — ручей Чёрный.

## Данные водного реестра
По данным государственного водного реестра России относится к Баренцево-Беломорскому бассейновому округу, водохозяйственный участок реки — реки бассейна Белого моря от западной границы бассейна реки Нива до северной границы бассейна реки Кемь, без реки Ковда. Речной бассейн реки — бассейны рек Кольского полуострова и Карелии, впадает в Белое море.
Код объекта в государственном водном реестре — 02020000712102000002612.